# Sinocyclocheilus grahami
Espèce
Statut de conservation UICN

 CR A2ce : 
En danger critique
Sinocyclocheilus grahami est une espèce de poisson de la famille des cyprinidés endémique du lac Dian et de ses affluents en Chine.